# Michael Keeping
Alexander Edwin Michael Keeping (Milford-on-Sea, 22 agosto 1902 – 28 marzo 1984) è stato un calciatore e allenatore di calcio inglese.

## Palmarès

### Giocatore
- Community Shield: 1

Professionisti: 1929
- Third Division South: 1

Southampton: 1921-1922

### Allenatore
- Coppa Eva Duarte: 1

Real Madrid: 1948